# B3リーグ 2020-21
B3リーグ 2020-21は、2021年1月8日から6月6日まで開催されたB3リーグの第5回目のシーズンである。アイシン・エィ・ダブリュ アレイオンズ安城が初優勝を果たした。

## 参加チーム
2020-2021シーズンのB3は11チームで行われる。
- 前シーズンB3・1位の佐賀バルーナーズがB2リーグに昇格[3]。
- B2ライセンスを交付されなかった東京エクセレンスはB3ライセンスが交付されて、2020-21シーズンのB3リーグの参加が認められた[3]
- 東京サンレーヴスが2019-20シーズンをもってB3リーグを脱会した[4]。

| 地区 | チーム名                                  | 略称       | ホームタウン             | ホームアリーナ             | 2021-22シーズン B2準加盟 | 2019-20所属 | 備考                   |
| ---- | ----------------------------------------- | ---------- | ------------------------ | -------------------------- | ------------------------ | ----------- | ---------------------- |
| 東北 | 岩手ビッグブルズ                          | 岩手       | 岩手県盛岡市             | 盛岡タカヤアリーナ         | ○                        | B3          |                        |
| 関東 | さいたまブロンコス                        | 埼玉       | 埼玉県さいたま市・所沢市 | 所沢市民体育館             | ○                        | B3          | 埼玉ブロンコスより改称 |
| 関東 | 東京エクセレンス                          | 東京EX     | 東京都板橋区             | 板橋区立小豆沢体育館       | ○                        | B2・中      | 2017-19まではB3在籍    |
| 関東 | 東京八王子ビートレインズ                  | 八王子     | 東京都八王子市           | エスフォルタアリーナ八王子 | －                       | B3          | 2016-18まではB3在籍    |
| 北陸 | 金沢武士団                                | 金沢       | 石川県金沢市             | 金沢市総合体育館           | －                       | B3          | 2016-17まではB3在籍    |
| 東海 | ベルテックス静岡                          | 静岡       | 静岡県静岡市             | 静岡市中央体育館           | ○                        | B3          |                        |
| 東海 | 豊田合成スコーピオンズ                    | 豊田合成   | 愛知県稲沢市             | 豊田合成記念体育館         | －                       | B3          |                        |
| 東海 | アイシン・エィ・ダブリュ アレイオンズ安城 | アイシンAW | 愛知県安城市             | アイシンAW体育館           | －                       | B3          |                        |
| 東海 | 岐阜スゥープス                            | 岐阜       | 岐阜県岐阜市             | OKBぎふ清流アリーナ        | －                       | B3          |                        |
| 中国 | トライフープ岡山                          | 岡山       | 岡山県岡山市             | ジップアリーナ岡山         | ○                        | B3          |                        |
| 九州 | 鹿児島レブナイズ                          | 鹿児島     | 鹿児島県鹿児島市         | 鹿児島アリーナ             | ○                        | B3          |                        |

- 「準加盟」
  - ○ - 承認済
  - －- 未承認、ないしは未申請

## レギュレーション
11クラブによる4回戦総当たり戦（1クラブ40試合　全220試合）で行われる予定である。
2020年4月24日、理事会において、2020-21シーズン終了後の昇降格に関し、B2とB3間での昇降格が無いことを発表。これにより、B2・B3入替戦は実施されないことになる。
2021年1月15日、2021-22シーズン終了後にB2との入替の対象（自動昇格もしくは入替戦）となるのは2クラブ（2020-21シーズンから1クラブ、2021-22シーズンから1クラブ）となることを発表。B2クラブライセンスを取得したクラブの中から、2020-21シーズンおよび2021-22シーズンの成績における最上位クラブ（4位以内）から決定。2クラブのシーズン順位が同一の場合は、順位決定戦を実施予定。

### 新型コロナウイルス感染拡大に伴う影響
2020-21シーズンは、新型コロナウイルス感染拡大の防止を考慮し、政府の方針に従い、入場者数の上限をアリーナ収容客数の50%に制限したうえで開催する。また、状況によっては、試合会場・試合時間・リモートゲームにおける急な変更、大会の急な中止を念頭に置いた試合運営となることも明らかにされている。なお東京八王子ビートレインズの所属選手が新型コロナウィルス感染症陽性および濃厚接触者判定により、試合エントリー人数が規程人数に達しないため第1節の東京エクセレンス戦と第2節のアイシンAWアレイオンズ安城戦は中止となり、試合不成立で勝敗はつかず、代替試合も行わないこととなった。

## 結果

### レギュラーシーズン
| 順位 | チーム名                   | 勝 | 敗 | 勝率 | 得点 | 失点 | 得失点差 |
| 1    | アイシンAWアレイオンズ安城 | 31 | 7  | .816 | 3319 | 2878 | 441      |
| 2    | トライフープ岡山           | 30 | 10 | .750 | 3505 | 3068 | 437      |
| 3    | 東京エクセレンス           | 28 | 10 | .737 | 3446 | 3025 | 421      |
| 4    | ベルテックス静岡           | 28 | 12 | .700 | 3479 | 3156 | 323      |
| 5    | 岩手ビッグブルズ           | 26 | 14 | .650 | 3369 | 3074 | 295      |
| 6    | 豊田合成スコーピオンズ     | 21 | 19 | .525 | 3309 | 3218 | 91       |
| 7    | 東京八王子ビートレインズ   | 13 | 23 | .361 | 2474 | 2665 | -191     |
| 8    | 岐阜スゥープス             | 13 | 27 | .325 | 3126 | 3360 | -234     |
| 9    | 鹿児島レブナイズ           | 11 | 29 | .275 | 3041 | 3448 | -407     |
| 10   | 金沢武士団                 | 10 | 30 | .250 | 3224 | 3796 | -572     |
| 11   | さいたまブロンコス         | 5  | 35 | .125 | 2946 | 3550 | -604     |

- 2021年6月6日終了時点の順位[14]

### 個人スタッツリーダー
| # | 得点                                  | 得点  | リバウンド                             | リバウンド | アシスト                    | アシスト | スティール                   | スティール |
| # | 選手名                                | avg   | 選手名                                 | avg        | 選手名                      | avg      | 選手名                       | avg        |
| - | ------------------------------------- | ----- | -------------------------------------- | ---------- | --------------------------- | -------- | ---------------------------- | ---------- |
| 1 | チャンセラー・ゲッティーズ (豊田合成) | 28.41 | チャンセラー・ゲッティーズ (豊田合成） | 13.3       | マイケル・クレイグ(東京EX） | 7.21     | アンドレ・マレー(金沢）      | 1.86       |
| 2 | アンドレ・マレー (金沢）              | 23.86 | カイル・リチャードソン(アイシンAW)     | 11.43      | 冨岡大地(金沢)              | 5.18     | 吉田健太郎 (岐阜）           | 1.78       |
| 3 | カイル・リチャードソン(アイシンAW)    | 23.22 | ムッサ・ダマ(静岡)                     | 10.33      | ノヴァー・ガドソン(静岡)    | 4.79     | マイケル・クレイグ (東京EX） | 1.42       |

| # | ブロックショット                     | ブロックショット | 3P成功率               | 3P成功率 | FT成功率         | FT成功率 |
| # | 選手名                               | avg              | 選手名                 | %        | 選手名           | %        |
| - | ------------------------------------ | ---------------- | ---------------------- | -------- | ---------------- | -------- |
| 1 | チャンセラー・ゲッティーズ(豊田合成) | 1.3              | 小堺翼 (岡山)          | 47.53    | 髙橋幸大 (岩手） | 88.89    |
| 2 | フィリップ・アブ(岐阜)               | 1.22             | 中野広大(埼玉）        | 37.94    | 冨岡大地(金沢）  | 87.96    |
| 3 | ムッサ・ダマ(静岡)                   | 1.21             | ママドゥ・グアイ(岐阜) | 36.52    | 樋口真斗(岡山）  | 85.61    |

## 個人表彰
2021年6月11日に個人表彰が発表された。
| 賞                 | 受賞者                     | 所属                                      |
| ------------------ | -------------------------- | ----------------------------------------- |
| 年間MVP            | カイル・リチャードソン     | アイシン・エィ・ダブリュ アレイオンズ安城 |
| 年間ベストファイブ | 石原裕貴                   | アイシン・エィ・ダブリュ アレイオンズ安城 |
| 年間ベストファイブ | 樋口真斗                   | トライフープ岡山                          |
| 年間ベストファイブ | 藤田俊祐                   | アイシン・エィ・ダブリュ アレイオンズ安城 |
| 年間ベストファイブ | チャンセラー・ゲッティーズ | 豊田合成スコーピオンズ                    |
| 年間ベストファイブ | マイケル・クレイグ         | 東京エクセレンス                          |

## 2021-22シーズンB3公式試合参加資格
2021年4月14日のB3リーグ理事会で2021-22シーズンB3リーグ公式試合参加資格を審議し、下記の通りに決まった。これにより新規加入希望の4チームの2021-22シーズンからのB3リーグ参入が決まり、2020-21シーズンはB3リーグを退会した東京サンレーヴスの復帰も決まった。
- B3リーグ公式試合参加資格　合格 (15クラブ) 
  - B3:岩手（B2ライセンス所有）、埼玉（B2ライセンス所有）、八王子、東京EX（B2ライセンス所有）、金沢、岐阜、静岡（B2ライセンス所有）、アイシンAW、豊田合成、岡山（B2ライセンス所有）、鹿児島（B2ライセンス所有）
  - 新規加入:A千葉、東京CR、山口、長崎